# Tarik Sadović
Tarik Sadović (Trebinje, 27. lipnja 1956.) je bošnjački bosanskohercegovački političar i član SDA. Između 2007. i 2009. bio je ministar sigurnosti BiH.

## Životopis
Osnovnu i srednju školu završio je u Trebinju, a zvanje diplomiranog inženjera arhitekture stekao je na Arhitektonsko-urbanističkom fakultetu u Sarajevu. Kraće razdoblje radio je kao profesor stručnih predmeta u Srednjoj tehničkoj školi arhitektonskog smjera. Od 1981. do 1992. godine Sadović je radio u građevinskoj tvrtki "Neimarstvo" u Trebinju na raznim poslovima koji uključuju posao inženjera, šefa gradilišta, sektora, samostalnog projektanta i direktora projektnog ureda.
Svoju političku karijeru Sadović je započeo poslije rata kada je vodio Ured za rješavanje statusnih pitanja prognanika i izbjeglica. Od 2000. do 2002. godine radio je u centrali Stranke demokratske akcije kao stručno-politički suradnik. Dva puta je biran za vijećnika u SO Trebinje, te tri puta za poslanika u Narodnoj skupštini Republike Srpske. Od 2003. godine obavljao je dužnost šefa Kluba poslanika SDA u Narodnoj skupštini RS.

## Ministar sigurnosti
Nakon općih izbora 2006. Sadović je imenovan ministrom sigurnosti BiH u Vijeću ministara kojem je predsjedao Nikola Špirić iz SNSD-a.
Predsjedništvo SDA pokrenulo je njegov opoziv s obzirom na to da su s njegovim radom bili nezadovoljne domaće vlasti i predstavnici međunarodne zajednice. Ponajviše mu se zamjerala neučinkovitost u protjerivanju mudžahedina koji nisu imali bosanskohercegovačko državljanstvo. Zastupnički dom PS BiH donio je odluku o njegovoj smjeni 22. srpnja 2009., a konačno je njegova smjena potvrđena u Domu naroda PS BiH tjedan kasnije, 30. srpnja 2009.